# 데이트 강간 약물
데이트 강간 약물(Date rape drug)은 데이트 강간 범죄에 이용되는 약물을 가리킨다.
데이트 강간 약물은 다른 사람을 무력화시키고 강간을 포함한 성폭행에 취약하게 만드는 모든 약물이다. 이 물질은 두 사람이 데이트하는 상황에서 피해자가 성폭행이나 강간을 당하거나 다른 피해를 입는 상황에서 약물을 사용한 사건이 보고되었기 때문에 데이트 강간과 관련이 있다. 이러한 물질은 성폭행이나 강간에만 사용되는 것이 아니라 일반적으로 합법적인 의료 목적으로도 사용된다. 데이트 강간에 대한 가장 일반적인 무능력화 물질 중 하나는 몰래 투여되거나 자발적으로 소비되는 알코올로, 피해자가 정보에 입각한 결정을 내리거나 동의를 할 수 없게 만든다.

## 사례
- 졸피뎀
- 감마 하이드록시뷰티르산
- 메틸렌디옥시메스암페타민

## 같이 보기
- 강간 문화